# Put pentoza-fosfata
Put ili ciklus pentoza-fosfata (eng. Penthose phosphate pathway, PPP) je metbolički put kojim stanice proizvode šećere s pet atoma ugljika (pentoze) i reducirani nikotinamid adenin dinukleotid fosfat (NADPH). Ovaj je metabolički put paralelan glikolizi i djelomično s njom povezan. Kod većine organizama put pentoza fosfata se odvija u citoplazmi, jedino se kod biljaka odvija u plastidima.
Tijek ovog metaboličkog puta može biti podijeljen u dvije faze: oksidativnu i neoksidativnu.
Najvažniji metabolički produkti puta pentoza fosfata su:
- reducirani koenzim NADPH. NADPH potom ulazi u različite procese biosinteze kao npr. masnih kiselina i kolesterola,
- riboza-5-fosfat, koji ulazi u procese sinteze nukleotida,
- eritroza-4-fosfat, koji ulazi u proces sinteze aromatskih aminokiselina.

Pentoze koje se unose putem hrane, kao rezultat razgradnje nukleinskih kiselina mogu biti metabolizirane u putu pentoza fosfata.
Kod životinja se put pentoza fosfata odvija isključivo u citoplazmi. Organi u kojima je ovaj proces posebno aktivan su jetra, mliječna žlijezda dojke, korteks nadbubrežne žlijezde, jajnici i testisi. Proces je odsutan u mišićima. Put pentoza fosfata je jedan od najvažnijih načina sinteze molekula s reducirajućim djelovanjem i odgovoran je za 60% proizvodnje NADPH kod metabolizma čovjeka.
NADPH u stanicama ima ulogu inaktiviranja štetnog djelovanja molekula koje izazivaju oksidativni stres. Enzim glutation reduktaza koristi NADPH kako bi reducirala oksidirani oblik glutationa (GSSG) u njegov reducirani oblik (GSH). Reducirani se glutation u daljnjim reakcijama koristi kao reducirajuća molekula koja pretvara potencijalno štetni vodikov peroksid
(H2O2) u vodu. Ovaj je mehanizam posebno prisutan kod crvenih krvnih zrnaca (eritrocita) i njihov je jedini izvor NADPH.

## Oksidativna faza
U ova se faza metaboličkog puta odvija u tri reakcije pri kojima se jedna molekula glukoze-6-fosfata pretvara u ribulozu-5-fosfat. Tijekom reakcije dvije se molekule NADP+ reduciraju u NADPH.
U tablici niže sažet je tijek enzimskih reakcija:
| Reaktanti                     | Produkti                          | Enzim                          | Opis reakcije |
| Glukoza-6-fosfat + NADP+      | → 6-fosfoglukono-δ-lakton + NADPH | glukoza-6-fosfat dehidrogenaza | Dehidrogenacija. Hemiacetalna hidroksilna grupa smještena na ugljiku 1 glucoze 6-fosfat pretvara se u karbonilnu skupinu, generirajući tako lakton. Pri tom se procesu stvara jedna molekula NADPH. |
| 6-fosfoglukono-δ-lakton + H2O | → 6-fosfoglukonat + H+            | 6-fosfoglukonolaktonaza        | Hidroliza |
| 6-fosfoglukonat + NADP+       | → ribuloza 5-fosfat + NADPH + CO2 | 6-fosfoglukonat dehidrogenaza  | Oksidativna dekarboksilacija. Tijekom ove reakcije NADP+ se reducira u još jednu molekulu NADPH, i kao produkt nastaje ugljikov dioksid (CO2) i ribuloza 5-fosfat.                                  |

Zbirna stehiometrijska jednadžba oksidativne faze je:
Glukoza-6-fosfat + 2 NADP+ + H2O → ribuloza-5-fosfat + 2 NADPH + 2 H+ + CO2

## Neoksidativna faza
U ovoj fazi puta pentoza fosfata, koja se sastoji od niza složenih reakcija, dolazi do konverzije ribuloze-5-fosfata u konačne produkte giceraldehid-3-fosfat i fruktozu-6-fosfat. Ovi produkti potom ulaze u proces glikolize kao reaktanti. Sve enzimatske reakcije neoksidativne faze su reverzibilne i ovise o koncentraciji različitih supstrata.
Prva je reakcija epimerizacija konačnog produkta oksidativne faze, šećera ribuloze-5-fosfata u ksilulozu-5-fosfat od strane enzima pentoza-5-fosfat epimeraze. Ribuloza-5-fosfat može ući i u reakciju izomerizacije preko enzima pentoza-5-fosfat izomeraze pri čemu nastaje riboza-5-fosfat. 
U sljedećoj fazi ksiluloza-5-fosfat i riboza-5-fosfat ulaze u proces rekombiniranja dva atoma ugljika od strane enzima transketolaze pri čemu nastaju sedoheptuloza-7-fosfat i gliceraldeid-3-fosfat. 
Ova dva produkta postaju supstrati sljedeće reakcije rekombiniranja atoma ugljika od strane enzima transaldolaze i kao produkt nastaju fruktoza-6-fosfat i eritroza-4-fosfat. Frukoza-6-fosfat može izravno ući u proces glikolize kao supstrat, dok se eritroza-4-fosfat mora dodatno obraditi. Enzim transketolaza rekombinira ugljikove atome eritroze-4-fosfata sa ksilulozom-5-fosfat dobivenom iz prve reakcije epimerizacije i kao produkti nastaju fruktoza-6-fosfat i gliceraldeid-3-fosfat. Oba novonastala produkta mogu ući u glikolizu kao supstrati.
Osim u proces glikolize, fruktoza-6-fosfat i gliceraldeid-3-fosfat mogu ući i u metabolički put glukoneogeneze ako organizam ima potrebu za sintezom glukoze. 

Na slici je prikazana skica neoksidativne faze puta pentoza fosfata:

Sve enzimatske reakcije neoksidativne faze puta pentoza fosfata sažete su u tablici niže:
| Reaktanti                                      | Produkti                                          | Enzim                         |
| ribuloza-5-fosfat                              | → riboza-5-fosfat                                 | ribuloza-5-fosfat isomeraza   |
| ribuloza-5-fosfat                              | → ksiluloza-5-fosfat                              | Ribuloza-5-fosfat 3-epimeraza |
| ksiluloza-5-fosfat + riboza-5-fosfat           | → gliceraldehid-3-fosfat + sedoheptuloza-7-fosfat | transketolaza                 |
| sedoheptuloza-7-fosfat + gliceraldeid-3-fosfat | → eritroza-4-fosfat + fruktoza-6-fosfat           | transaldolaza                 |
| ksluloza-5-fosfat + eritroza-4-fosfat          | → gliceraldehid-3-fosfat + fruktoza-6-fosfat      | transketolaza                 |

## Regulacija puta pentoza fosfata u tkivima
Ovaj je metabolički put izuzetno prilagodljiv potrebama stanice za različitim supstratima zahvaljujući povratnosti enzimatskih reakcija. Reakcije će se odvijati u određenom smjeru zavisno o koncentraciji i potrebama ATP, NADPH, riboze-5-fosfata, piruvata ili acetil-CoA u stanici.
Prvi enzim u nizu reakcija, glukoza-6-fosfat dehidrogenaza je najviše podložan regulaciji. Inhibiran je od visokih koncentracija NADPH u citoplazmi, pošto je isti produkt same reakcije. Omjer NADPH/NADP+ veći od 10 inhibira aktivnost enzima za više od 90%. Ostali inhibitori ovog enzima su ADP i AMP, dok ATP ima ulogu aktivatora.
Put pentoza fosfata je izuzetno snažno aktiviran u stanicama masnog tkiva, gdje postoji višak glukoze, koja se pretvara u masne kiseline i velika potreba za NADPH, koji ulazi u proces biosinteze masnih kiselina. Kao produkt osidativne faze puta pentoza fosfata nastaje NADPH, kojeg stanica odmah koristi kao kofaktor, dok se riboza-5-fosfat do kraja transformira u fruktozu-6-fosfat i gliceraldeid-3-fosfat koji ulaze u reakciju glikolize. Stanice masnog tkiva nisu posebno aktivna u replikaciji, stoga nemaju posebnu potrebu akumuliranja riboze, pošto je sinteza nukleinskih kiselina minimalna. Glikoliza pak daje stanici acetil-CoA kao konačni produkt, koji je pak osnovni supstrat za sintezu masnih kiselina.
U mišićnom su tkivu potrebe za NADPH vrlo male, dok su potrebe za glukozom-6-fosfat velike, stoga će put pentoza fosfata biti neaktivan.
Stanice koje se nalaze u fazi aktivne replikacije imaju velike potrebe za ribozom-5-fosfat kako bi moglo doći do sinteze nukleinskih kiselina. Kod tih stanica može doći do inverzije neoksidativne faze puta pentoza fosfata, pri čemu dolazi do formiranja riboze-5-fosfata počevši od gliceraldehida-3-fosfat i fruktoze-6-fosfata kao početnih supstrata.

## Vanjske poveznice
- (engl.)The chemical logic behind the pentose phosphate pathway  Arhivirana inačica izvorne stranice od 30. travnja 2006. (Wayback Machine)
- (engl.)MeSH Pentose+Phosphate+Pathway
- (engl.)Pentose phosphate pathway Map - Homo sapiens